# Metacatharsius rosinae
Metacatharsius rosinae är en skalbaggsart som beskrevs av Vladimir Balthasar 1970. Metacatharsius rosinae ingår i släktet Metacatharsius och familjen bladhorningar. Inga underarter finns listade i Catalogue of Life.